# Barvinkove, Icinea
Barvinkove (în ucraineană Барвінкове) este localitatea de reședință a comunei Barvinkove din raionul Icinea, regiunea Cernihiv, Ucraina.

## Demografie
Componența lingvistică a localității Barvinkove
     Ucraineană (100%)
Conform recensământului din 2001, toată populația localității Barvinkove era vorbitoare de ucraineană (100%).